# 苻承祖
苻承祖（?—?），略阳郡（治今甘肃天水）人，氐族，中国南北朝北魏宦官。
苻承祖因事連座受宮刑，为宦官。深为文明太后宠信、自御厩令转任中部給事中、散騎常侍、輔国将軍，赐爵略陽侯，兼典選部事。中部如故，转任吏部尚書。魏孝文帝为他造一級宅邸，多次临幸其宅。苻承祖進爵略陽公，受号安南将軍，加侍中，知都曹事。苻承祖为文明太后心腹，受免死之詔。太和十五年（491年），苻承祖因贪赃纳贿，论罪应死。孝文帝特地饶恕了他的命，削去职位，禁锢在家，任命他为悖义将军，封佞浊子来羞辱他。一个月后苻承祖死去。

## 延伸阅读
[在维基数据编辑]
 《魏書·卷94》，出自魏收《魏书》
 《北史·卷092》，出自李延壽《北史》